# Praia de São Bento
Barcos na praia de S. Bento
A praia de São Bento localiza-se na cidade de Cabo Frio, no estado brasileiro do Rio de Janeiro.
Localizada a 700 metros do centro, de formação lacustre, banhado pelo Canal do Itajuru e têm 400 metros de extensão. A área em torno da praia é residencial. Dela se avista o bairro da Gamboa e a Ponte Feliciano Sodré e a Nova Ponte.